# Národní liga 1941-1942
La Národní liga 1941-1942 vide la vittoria finale dello Slavia Praga.
Capocannoniere del torneo fu Josef Bican dello Slavia Praga con 45 reti.

## Classifica finale
|    | Classifica      | G  | V  | N | P  | GF  | GS | Pti |
| -- | --------------- | -- | -- | - | -- | --- | -- | --- |
| 1  | Slavia Praga    | 22 | 18 | 1 | 3  | 100 | 41 | 37  |
| 2  | Prostějov       | 22 | 11 | 6 | 5  | 57  | 45 | 28  |
| 3  | Plzeň           | 22 | 10 | 4 | 8  | 73  | 59 | 24  |
| 4  | Pardubice       | 22 | 10 | 3 | 9  | 44  | 40 | 23  |
| 5  | Bohemia         | 22 | 9  | 4 | 9  | 74  | 69 | 22  |
| 6  | Baťa Zlín       | 22 | 9  | 4 | 9  | 60  | 59 | 22  |
| 7  | Sparta          | 22 | 9  | 2 | 11 | 42  | 50 | 20  |
| 8  | Židenice        | 22 | 8  | 3 | 11 | 63  | 70 | 19  |
| 9  | Kladno          | 22 | 8  | 3 | 11 | 52  | 62 | 19  |
| 10 | SK Olomouc ASO  | 22 | 8  | 3 | 11 | 52  | 63 | 19  |
| 11 | Viktoria Plzeň  | 22 | 7  | 4 | 11 | 43  | 56 | 18  |
| 12 | Polaban Nymburk | 22 | 3  | 7 | 12 | 36  | 82 | 13  |

## Verdetti
- Slavia Praga Campione di Boemia e Moravia 1941-1942.
- Viktoria Plzeň e Polaban Nymburk Retrocessi.